# CSO Plopeni
Clubul Sportiv Orășenesc Plopeni, cunoscut sub numele de CSO Plopeni, sau pe scurt Plopeni, este un club de fotbal profesionist din Plopeni, județul Prahova, care evoluează în prezent în Liga a III-a. Clubul a fost înființat inițial în 1947 sub numele de Metalul Plopeni.
Clubul a activat din 1971 în Divizia B. Ulterior a oscilat între Divizia B și Divizia C, apoi echipa a retrogradat în Liga a IV-a. A revenit în Liga a III-a la sfârșitul sezonului 2019–20, dupa șase sezoane în al patrulea eșalon.

## Istoric

### Metalul Plopeni (1947–2004)
CSO Plopeni a fost înființată în 1947 sub numele de Metalul Plopeni și a jucat timp de 20 de ani doar la nivel de județ, gradul IV. În vara anului 1967, echipa de gradul trei Rapid Mizil a fuzionat cu Metalul Plopeni, noua entitate formată s-a numit Rapid Plopeni și a continuat moștenirea clubului de fotbal cu sediul la Plopeni , dar la nivelul Diviziei C. 
În vara anului 1968, după un prim sezon încheiat pe locul 4, Rapid Plopeni a fost redenumit Metalul Plopeni și a câștigat seria Divizia C la finalul sezonului, dar nu a reușit să promoveze în Divizia B , după ce a fost doar clasat. Locul 3 într-o grupă de baraj pentru promovare formată din Metalul Târgoviște , Știința Bacău și IMU Medgidia. Sezonul următor, Metalul și-a câștigat din nou seria, dar nu a reușit să promoveze pentru al doilea an consecutiv, după un nou loc 3 în grupa de baraj pentru promovare, de data aceasta o grupă formată din ȘN Oltenița , CFR Pașcani și Autobuzul București . 

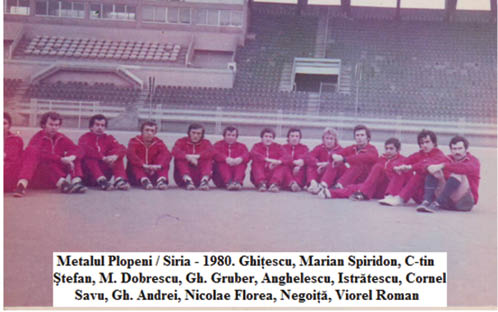
Metalul Plopeni în vara anului 1980

Metalul Plopeni a promovat în sfârșit în vara lui 1971, după ce a obținut din nou cea mai bună clasare din seria sa cu nouă puncte în fața locului doi, Șoimii Buzău.  „The Metal Workers” a rămas o prezență constantă la nivelul celui de-al doilea nivel pentru următorul deceniu, perioadă în care s-au clasat astfel: pe locul 8 (1971–72 și 1972–73), pe locul 4 (1973–74, 1976–77 și 1979–80), al 6-lea (1974–75), al 12-lea (1975–76 și 1980–81) și al 3-lea (1977–78 și 1978–79). Cele două locuri trei obținute în 1978 și 1979 vor fi cea mai bună performanță din istoria clubului din județul Prahova. Metalul a retrogradat în Divizia C la finalul ediției 1981–82, ca urmare a celui mai slab rang obținut în gradul doi, locul 16. 
Perioada cuprinsă între 1978 și 1981 a fost de departe cea mai rodnică din istoria echipei din Plopeni. Dincolo de performanțele sportive notabile, Metalul se bucura și de o stabilitate financiară remarcabilă. Într-un context rar întâlnit în acea vreme, mai ales pentru o echipă din eșalonul secund, formația plopenară a primit aprobarea autorităților comuniste de a efectua cantonamente peste hotare. Astfel, Metalul a disputat meciuri amicale în Cuba, Libia și Siria, uneori în fața unor asistențe de până la 50.000 de spectatori.
În acea perioadă a evoluat pentru Metalul și Marian Spiridion, poreclit „Jair”, golgheterul all-time al Diviziei B. Din lot mai făceau parte jucători precum Ghițescu, Ștefan, Dobrescu, Gh. Gruber, Anghelescu, Istrătescu, C. Savu, Andrei, Florea, Negoiță, Roman sau Bujorel Mocanu, iar antrenor era cunoscutul Virgil Dridea.
Prahovenii, conduși de Virgil Dridea, au promovat înapoi după doar un sezon petrecut în eșalonul al treilea, reușind de această dată o prezență de doar trei ani în Divizia B, încheind pe locul 13 în sezonul 1983–84 sub conducerea lui Constantin Moldoveanu, iar apoi pe locul 5 în 1984–85 și locul 15 în 1985–86 sub comanda lui Mihai Mocanu.
Ulterior, Metalul s-a dovedit a fi o echipă prea puternică pentru eșalonul al treilea, dar insuficient pregătită pentru al doilea, reușind totuși o nouă promovare în vara anului 1987, sub conducerea lui Tudor Mihalache, având în lot următorii jucători: C. State, I. Bojoacă, Cr. Cioboată, D. Popa, I. Andrei, M. Gabel, M. Voicilă, D. Preda, D. Cepoiu, C. Safta, I. Toma, C. Savu, T. Argăseală, D. Luncă, M. Mihalache, M. Niță, P. Preda, C. Moldoveanu, N. Pană și S. Crîngașu, înainte de a retrograda din nou, după ce a terminat pe locul 12 în sezonul 1987–88 și pe locul 15 în 1988–89.
După această retrogradare, echipa din Plopeni a rămas în eșalonul al treilea în perioada următoare, clasându-se pe locul 2 în Seria a IV-a a sezonului 1989–90, cu Gheorghe Gruber antrenor în prima parte și Valeriu Giba în a doua, și în sezonul 1990–91, de această dată în Seria a VI-a. de această dată în Seria a VI-a. Sub conducerea lui Mircea Dridea, formația plopenară a încheiat pe primul loc în Seria a IV-a în sezonul 1991–92, însă, din cauza reorganizării sistemului competițional, promovarea a fost amânată. Succesul a venit în cele din urmă la finalul sezonului 1992–93, când echipa a câștigat Seria a II-a și a obținut promovarea. Metalul a petrecut următoarele cinci sezoane în Divizia B, însă fără rezultate notabile, retrogradând la finalul sezonului 1997–98.
În ediția 1998–99 , Metalul aproape că a retrogradat în gradul 4 după ce s-a clasat doar pe locul 16, cel mai prost clasament din 1967, dar a avut o revenire aproape incredibilă în sezonul următor, când a promovat încă o dată în Divizia B.  După încă o dată. patru sezoane în divizia a doua, în care Metalul a avut clasamente onorabile (6 – 2000–01 , 5 – 2001–02 , 9 – 2001–02 și 6 – 2003–04 ), clubul a optat pentru retragerea din clasamentul doi și vândut. locul său la Dinamo II București , fiind ulterior dizolvat.  În această ultimă perioadă petrecută în Divizia B , Metalul a fost și, pentru o scurtă perioadă, a doua echipă aAstra Ploiești . 

### Ligi inferioare (2006-prezent)
După doi ani de inactivitate, Metalul Plopeni a fost reînființat, de data aceasta sub denumirea de Intersport Plopeni .  Intersport a fost departe de performanțele Metalulului și nu a jucat niciodată mai sus de nivelul 4, în ciuda condițiilor bune pe care le-a avut, față de rivalii din ligă. 
În vara anului 2009, Inersport Plopeni a fost inclus în noul club multisport CSO Plopeni.  În acest fel, Intersport a început să fie secția de fotbal a CSO Plopeni, schimbându-și și numele în vara anului 2010, din Intersport Plopeni în CSO Plopeni . După doar un sezon, cu o finanțare corespunzătoare de la Orașul Plopeni, CSO a promovat în Liga a III -a, performanță care a fost considerată o revenire importantă pentru orășelul, după 6 ani de absență din ligile naționale.  Însă situația financiară a foștilor „metalurgici” nu era atât de bună ca în trecut, plopenarii terminând pe locul 12 ( 2010–11 ).) și al 10-lea ( 2011–12 ), înainte de a se retrage în prima parte a sezonului 2012–13 .
În 2013 CSO Plopeni, care de data aceasta nu a fost dizolvat, s-a înscris în Liga a IV -a , dar nu a mai promovat până acum, obținând următoarele clasamente: 6 ( 2013–14 ), 4 ( 2014–15 ), 7 ( 2015–16 ) , a 5-a ( 2016-2017 și 2018-2019 ) și a 9-a ( 2017-2018 ).  La finalul primei părți a sezonului 2019–20 , CSO Plopeni este liderul seriei, cu șanse importante de promovare, dar lupta pare a fi dură, echipe precum Tricolorul Breaza și Petrolistul Boldești având dreptate . in spate. 

## Stadion

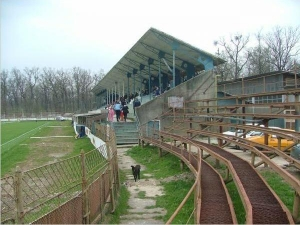
Stadionul Gheorghe Șilaev din Plopeni

CSO Plopeni își joacă meciurile de acasă pe Stadionul Gheorghe Șilaev din Plopeni, cu o capacitate de ~9000 de persoane (însă există doar 5000 de locuri). Stadionul este unul multifuncțional și are un stand principal care a fost construit pe o structură de beton, cu un acoperiș vintage, susținut de stâlpi și 5000 de locuri. Restul stadionului a fost construit pe cadru metalic și este destul de degradat.
Stadionul a fost inaugurat în anii 1940 și a fost renovat și extins de mai multe ori, în special în perioada comunistă (înainte de 1990). Arena este numită după fostul director al Fabricii Plopeni din perioada 1952-1978, Gheorghe Șilaev.

## Palmares
- Liga a III-a
  - Câștigători (7): 1968–69 , 1969–70 , 1970–71 , 1982–83 , 1986–87 , 1991–92 , 1992–93
  - Vice-campioni (2): 1989–90 , 1990–91
- Liga IV – Județul Prahova
  - Câștigători (2): 2009–10 , 2019–20
- Cupa României – Județul Prahova
  - Câștigătoare (1): 2008–09
  - Finalistă (2): 2015–16, 2018–19

### Alte statistici
- Apariții în Liga a II-a: 25
- Cea mai bună clasare în Liga a II-a: locul 3 (1977–78, 1978–79)
- Cel mai bun rezultat în Cupa României: optimi (1965–66)

## Jucători

### Lotul echipei
La 10 septembrie 2024.
| Nr. |         | Poziție | Jucător                               |
| --- | ------- | ------- | ------------------------------------- |
| 1   | România | P       | Mihai Stan                            |
| 2   | România | F       | Ștefan Niță (Împrumut de la Petrolul) |
| 3   | România | M       | Georgian Vlad                         |
| 4   | România | F       | Roberto Alecsandru                    |
| 5   | România | F       | Bogdan Minea                          |
| 6   | România | M       | Mădălin Răileanu                      |
| 7   | România | M       | Andrei Păun                           |
| 8   | România | M       | Eugen Rudaru                          |
| 9   | România | A       | Augustin Giamănu                      |
| 10  | România | M       | Nini Popescu                          |
| 11  | România | M       | Cătălin Vlad (Captain)                |
| 12  | România | P       | Mădălin Ioșca                         |

| Nr. |         | Poziție | Jucător                    |
| --- | ------- | ------- | -------------------------- |
| 13  | România | M       | Andrei Rusu (Vice-Captain) |
| 14  | România | F       | Antonio Salameh            |
| 15  | România | M       | Rareș Simionescu           |
| 16  | România | F       | Andrei Giamănu             |
| 17  | România | M       | Claudiu Bărbulescu         |
| 18  | România | M       | Nicolae Zamfir             |
| 19  | România | M       | Marian Moraru              |
| 20  | România | F       | Alexandru Giuroiu          |
| 21  | România | A       | Marius Voicu               |
| 30  | România | P       | Aurel Panaite              |
| 77  | România | M       | Eduard Bidulescu           |

### Împrumat
| Nr. |  | Poziție | Jucător |
| --- |  | ------- | ------- |

| Nr. |  | Poziție | Jucător |
| --- |  | ------- | ------- |

## Oficialii clubului

### Consiliul de administrație
| Rol                       | Nume           |
| ------------------------- | -------------- |
| Proprietarii              | Orașul Plopeni |
| Președinte de onoare      | Dragoș Niță    |
| Director general          | Ștefan Huza    |
| Președinte executiv       | Radu Perpelea  |
| Director sportiv          | Ion Cernica    |
| Organizator de Concursuri | Cristian Boca  |

## Foști jucători
- Bujorel Mocanu
- Gheorghe Niță
- Ion Albină
- Ion Toma
- Stelian Cismaru
- Ion Trache
- Cornel Savu
- Nicolae Florea
- Constantin Rob
- Gheorghe Bucur
- Fănică Ocheșelu
- Laurențiu Rădulescu
- Petre Alexe
- Mihai Negoiță
- Gheorghe Gruber
- Viorel Roman
- Mihai Dragomir
- Sorin Mihalache
- Valentin Ioniță
- Vasile Cosarek
- Mihai Antal
- Marin Dună
- Virgil Dridea
- Gheorghe Matei
- George Andrei
- Adrian Moroianu
- Gigi Manea
- Marian Spiridon
- Petre Babonea
- Ion Eparu
- Tudor Manolache
- Dan Georgescu
- Mircea Gabel
- Gabriel Cânu
- Irinel Ionescu
- Iulian Apostol
- Valeriu Răchită
- Valeriu Aristan
- Valeriu Giba
- Florin Matache
- Cristian Constantin
- Alin Gheorghe
- Dan Preda
- Marius Voicilă
- Ștefan Ciobanu
- Csaba Borbely
- Cornel Mihart
- Daniel Bălașa
- Stelian Stancu
- Cristian Hăisan
- Ilie Poenaru
- Florin Olteanu
- Ciprian Stancu
- Sorin Ciobanu
- Dragoș Radu
- Dănuț Frunză
- Ionuț Bordianu
- Sergiu Bar
- Georgian Păun
- Claudiu Bătrânu
- Daniel Movilă
- Catalin Florin Haivei
- George Jecu
- Sorinel Negoiță
- Florinel Grigore
- Flavius Lingurar
- Cristian Oprea
- Paul Barna
- Antonio Niță
- Costin Pintilie
- Florin Beraru
- Florin Dida
- Nicolae Petre
- Georgian Păun
- Alin Pufu
- Gheorghe Bărăgan
- Traian Turcu
- Iulian Savu
- Costel Ilie
- Gheorghe Niță
- Viorel Nuță
- Cătălin Vasiloiu
- Ciprian Băsăscu
- Marius Mindileac
- Nicolae Vasile
- State Dumitru
- Gheorghe Prunoiu

## Foști antrenori
- Gheorghe Bărbulescu (1967–1971)
- Virgil Dridea (1977–1983)
- Constantin Moldoveanu (1983–1984)
- Mihai Mocanu (1984–1986)
- Tudor Mihalache (1986–1989)
- Gheorghe Gruber (1989)
- Valeriu Giba (1990–1991)
- Mircea Dridea (1991–1993)
- Virgil Dridea (1995–1996)
- Bujorel Mocanu (1996–2000)
- Constantin Stancu (2001)
- Virgil Dridea (2003–2004)
- Marius Voicilă (2008–2009)
- Daniel Dumitrache (2009)
- Romulus Ciobanu (2009–2010)
- Adalbert Marosi
- Eduard Iuhas
- Gheorghe Liliac

## Parcursul competițional
| Sezon   | Nivel | Divizie                      | Loc      | Cupa României |
| ------- | ----- | ---------------------------- | -------- | ------------- |
| 2024–25 | 3     | Liga a III-a (Seria a VI-a)  | TBD      |               |
| 2023–24 | 3     | Liga a III-a (Seria a IV-a)  | 7        |               |
| 2022–23 | 3     | Liga a III-a (Seria a V-a)   | 2        |               |
| 2021–22 | 3     | Liga a III-a (Seria a V-a)   | 7        |               |
| 2020–21 | 3     | Liga a III-a (Seria a V-a)   | 7        |               |
| 2019–20 | 4     | Liga a IV-a Prahova (PH)     | 1 (C, P) |               |
| 2018–19 | 4     | Liga a IV-a Prahova (PH)     | 5        |               |
| 2017–18 | 4     | Liga a IV-a Prahova (PH)     | 9        |               |
| 2016–17 | 4     | Liga a IV-a Prahova (PH)     | 5        |               |
| 2015–16 | 4     | Liga a IV-a Prahova (PH)     | 7        |               |
| 2014–15 | 4     | Liga a IV-a Prahova (PH)     | 4        |               |
| 2013–14 | 4     | Liga a IV-a Prahova (PH)     | 6        |               |
| 2012–13 | 4     | Liga a IV-a Prahova (PH)     | 6        |               |
| 2011–12 | 3     | Liga a III-a (Seria a III-a) | 10 (R)   |               |
| 2010–11 | 3     | Liga a III-a (Seria a III-a) | 12       |               |
| 2009–10 | 4     | Liga a IV-a Prahova (PH)     | 1 (C, P) |               |
| 2008–09 | 4     | Liga a IV-a Prahova (PH)     | 3        |               |

| Sezon     | Nivel | Divizie                  | Loc      | Cupa României |
| --------- | ----- | ------------------------ | -------- | ------------- |
| 2003–04   | 2     | Divizia B (Seria I)      | 6 (R)    |               |
| 2002–03   | 2     | Divizia B (Seria I)      | 9        |               |
| 2001–02   | 2     | Divizia B (Seria I)      | 5        |               |
| 2000–01   | 2     | Divizia B (Seria I)      | 6        |               |
| 1999–2000 | 3     | Divizia C (Seria a II-a) | 8 (P)    |               |
| 1998–99   | 3     | Divizia C (Seria a II-a) | 16       |               |
| 1997–98   | 2     | Divizia B (Seria I)      | 16 (R)   |               |
| 1996–97   | 2     | Divizia B (Seria I)      | 16       |               |
| 1995–96   | 2     | Divizia B (Seria I)      | 13       |               |
| 1994–95   | 2     | Divizia B (Seria I)      | 12       |               |
| 1993–94   | 2     | Divizia B (Seria I)      | 6        |               |
| 1992–93   | 3     | Divizia C (Seria a II-a) | 1 (C, P) |               |
| 1991–92   | 3     | Divizia C (Seria a IV-a) | 1 (C)    |               |
| 1990–91   | 3     | Divizia C (Seria a VI-a) | 2        |               |
| 1989–90   | 3     | Divizia C (Seria a IV-a) | 2        |               |
| 1988–89   | 2     | Divizia B (Seria I)      | 15 (R)   |               |